# یاکوب میشائل راینهلد لنتس
یاکوب میشائل راینهلد لنتس (آلمانی: Jakob Michael Reinhold Lenz؛ ۲۳ ژانویهٔ ۱۷۵۱ – ۴ ژوئن ۱۷۹۲) یک نویسنده، و شاعر اهل آلمان در منطقه بالتیک بود.

## کتابشناسی
- داماد مجروح
- یادداشت‌های درباره تئاتر (۱۷۷۴)
- منوتسای جدید (۱۷۷۴)
- مربی (۱۷۷۴)
- سربازها (۱۷۷۶)
- عشق در روستا گوشه گیر جنگل (۱۸۸۲رمان ناتمام)
- قصه‌های تسربین
- قطعه‌های نمایشی پس از مرگ
- دیوان